# Poden
Poden je naselje u slovenskoj Općini Kostelu. Poden se nalazi u pokrajini Dolenjskoj i statističkoj regiji Jugoistočnoj Sloveniji. 

## Stanovništvo
Prema popisu stanovništva iz 2002. godine naselje je imalo 6 stanovnika.